# Car Nicobar
Car Nicobar (Pu en llengua local) és una illa del territori de les Illes Andaman i Nicobar, al grup i districte de Nicobar, l'illa més al nord del grup. Forma només un 7% del grup Nicobar pero la seva població de 29.145 el 2001 és més de la meitat de tota la població de les illes Nicobar. La superfície de l'illa és de 127 km². Inclou 15 pobles:
- 1) Ha-nyôch (Mus)
- 2) Töt-chak (Kinmai)
- 3) Tö-kuö-nö Sē-ti (Small Lapathy)
- 4) Tö-ki-röng Sē-ti (Big Lapathy)
- 5) Höng-chu (Tapoiming)
- 6) Pum-pai (Chukchucha)
- 7) Sa-rā-ki (Kinyuka)
- 8) Tim-lö (Tamalu)
- 9) Kè-è-rô (Perka)
- 10) U-rèk-ka (Malaca)
- 11) Sa-pë-ha (Kakana)
- 12) Öt-ra-höön (Kimius)
- 13) Ha-ran (Arong)
- 14) Öt-ka-sip (Sawai)
- 15) Rit-töp (Titop)

La principal vila és U-rèk-ka amb 4.314 habitants
L'illa forma un tehsil del districte de Nicobar.
Car Nicobar va patir serioses destroses al tsunami del 2004. El nombre de morts no es va donar a conèixer.